# Paul Neckermann
Paul Neckermann (* 17. Juli 1942; † 1. Juli 2006 am Achensee in Österreich) war ein deutscher Florett- und Degenfechter.

## Leben
Paul Neckermann focht für die 1954 gegründete Fechtabteilung des TSV Tauberbischofsheim. 1961 wurde er Deutscher Mannschaftsmeister der Junioren im Degen zusammen mit Peter Storz, Armin Ködel, Otto Lanig und Jürgen Hehn.  Ab 1967 focht Neckermann für den neu gegründeten Fecht-Club Tauberbischofsheim.
Neckermann nahm als aktiver Fechter an den Olympischen Spielen 1972 in München teil und war von 1977 bis 2001 Bundestrainer für den Deutschen Fechter-Bund. Er erreichte bei den Olympischen Sommerspielen 1988 in Seoul als Bundestrainer Gold mit den Florettdamen in der Mannschaftswertung. Bereits 1961 hatte Paul Neckermann als aktiver Degen- und Florettfechter die Deutsche Meisterschaft mit der Mannschaft gewonnen.
Bis zu seinem Tod am 1. Juli 2006 im Alter von 63 Jahren infolge eines Motorradunfalles am Achensee in Österreich, bei dem auch seine 58-jährige Frau Annemie ums Leben kam, trainierte er die Nachwuchsmannschaft des Fecht-Clubs Tauberbischofsheim. Paul Neckermann hinterlässt drei Töchter, Susi, Daniela und Carolin Neckermann, die selbst als erfolgreiche Florettfechterin der Nationalmannschaft angehört.